# Sabrina Sabrok
Sabrina Sabrok, alias di Lorena Fabiana Colotta Sabrok (Buenos Aires, 4 marzo 1971), è un'attrice, attrice pornografica e cantante argentina.
È conosciuta per serie televisive come La hora pico, Gran Hermano México o Sabrina, El Sexo en su Máxima Expresión.

## Discografia
- Antisocial EP (2009)
- Jugando Con Sangre (2008)
- Sabrina EP (2006)
- Sodomizado Estas (2002)
- Primeras Impresiones IV (2001)
- Primeras Impresiones III (1999)
- Primeras Impresiones II (1998)
- Primeras Impresiones (1997)[1]